# Mithan Lal Roonwal
Mithan Lal Roonwal (Hindi मिथन लाल रूणवाल; * 18. September 1908 in Jodhpur; † 22. Juli 1990 ebenda) war ein indischer Zoologe. Er forschte über die Biologie der Termiten und schrieb eine Monographie über die Primaten Südasiens. Von 1956 bis 1965 war er der siebente Direktor des Zoological Survey of India.

## Leben
Roonwal absolvierte seine frühe Ausbildung an der Sir Pratap School, der Sardar School und der Darbar High School in Jodhpur. Anschließend studierte er in Lucknow, wo er 1929 einen Bachelor und 1930 einen Master of Science erhielt. 1931 begann er am Heuschrecken-Forschungsinstitut in Lyallpur zu arbeiten und ging nach Cambridge, wo er unter der Leitung von Augustus Daniel Imms an der Embryologie der Wüstenheuschrecke (Schistocerca gregaria) arbeitete. 1935 wurde er dort zum Doktor promoviert. 1934 war er für ein Semester Demonstrator an der University of Cambridge und 1935 lehrte er für einige Monate am Government College in Ajmer. Er trat dem Zoological Survey of India bei, wo er von 1939 bis 1940 in der Abteilung für Vögel und Säugetiere arbeitete. Während des Zweiten Weltkriegs trat Roonwal in die Armee ein und diente als Major im 15. Punjab Regiment, wo er für seinen Einsatz mit dem Burma Star ausgezeichnet wurde. 1949 trat er als Entomologe in das Forest Research Institute ein und arbeitete an der Katalogisierung der dort vorhandenen Insektensammlungen. Er arbeitete dort bis 1956 und beschäftigte sich in dieser Zeit mit der Systematik der Termiten, bei der er mit Alfred E. Emerson zusammenarbeitete. 1956 wechselte er zum Zoological Survey of India, um Sunder Lal Hora als Direktor abzulösen. Er schied 1965 aus dem ZSI aus und ging an die Universität Jodhpur. Für seine Arbeit über die Morphologie und Systematik der Termiten erhielt er 1962 einen D.Sc. von der University of Cambridge.
Im Zusammenhang mit dem Tsutsugamushi-Fieber (auch Scrub-Typhus) in Assam und Burma (heute Myanmar) betrieb er Studien zur Systematik, Ökologie und Bionomik (Lehre von der spezifischen Wirkungsweise der Organismen) von Säugetieren, insbesondere über das Verhalten von Primaten. Basierend auf umfangreicher Feldarbeit über den Hanuman-Langur (Semnopithecus entellus) legte er dar, dass die Evolution der Schwanzform und -haltung geographischen und klinalen Variationen folgt, wobei sich zwei Gruppen innerhalb der Unterarten entwickelt haben. Eine nördliche mit einem nach vorne geschlungenem Schwanz und eine südliche mit einem nach hinten geschlungenem Schwanz. Sein Hauptwerk über Primaten ist das Buch Primates of South Asia, Ecology, Sociobiology and Behaviour aus dem Jahr 1977.
Er veröffentlichte mehr als 400 Forschungsarbeiten, darunter einige Bücher sowie mehr als hundert Rezensionen, Vorworte, Artikel und anderes mehr.
1966 beschrieb er in Zusammenarbeit mit Mira B. Kripalani die Ruderfroschart Philautus cherrapunjiae, die allerdings mit Rhacophorus bipunctatus synonymisiert wurde.

## Dedikationsnamen
1997 beschrieb Geeta Bose die Termitengattung Roonwalitermes.

## Mitgliedschaften (Auswahl)
Mithan Lal Roonwal wurde 1945 zum Fellow des National Institute of Sciences of India (NISI) gewählt, das später in Indian National Science Academy (INSA) umbenannt wurde. 